# François Dutertre
Pour les articles homonymes, voir Dutertre.

François Dutertre, né le 4 septembre 1760 à Mayenne et mort à Versailles le 8 février 1838, est un général des guerres de la Révolution et du Premier Empire. Il a plus alimenté la rubrique des faits divers par ses délits, vols, escroqueries, que l'histoire militaire par ses faits d'armes.

## Biographie
Il sert aux Antilles, puis en Vendée, et est nommé général de brigade le 3 février 1794. Il est condamné pour vol en 1796.
Réformé en 1797, il est mis à la retraite, puis exilé de Paris en 1800. Il est condamné de nouveau en 1809, et quitte la France pour l'Allemagne. Arrêté en 1812 à Trieste, il est emprisonné à Lyon.
Libéré à la Restauration, il commet d'autres délits. Condamné à 10 ans de prison en 1825, sa trace est retrouvée à Versailles en 1838.

## Sources
- (en) « Generals Who Served in the French Army during the Period 1789 - 1814: Eberle to Exelmans »
- Thierry Pouliquen, « Les généraux français et étrangers ayant servis [sic] dans la Grande Armée » (consulté le 9 octobre 2013)